# ワンピース (短編映画)
ワンピース（ONE PIECE もしくは One Piece!, 1994年 - ）は、矢口史靖（映画監督、脚本家）と鈴木卓爾（脚本家、俳優、映画監督）の2人がそれぞれ監督した自主制作短編ビデオのシリーズ、およびその映画製作方式。

## ルール
ワンピースの各作品は、ワンシーン、ワンカットのみで構成される、一話完結のドラマである。ズームなどのカメラワークを一切せず、撮影後の編集や音の追加なども一切おこなわない決まりである。そのため、撮影が始まるとカメラには一切触れず、撮影後も撮られた映像を一切いじらない。

## 海外での上映
1999年
- トロント映画祭

2000年
- ベルリン国際映画祭
- サンフランシスコ国際映画祭
- ベルゲン国際映画祭（ノルウェー・ベルゲン）

## DVD
- 『ONE PIECE 春コレクション』（2000年、ハピネット・ピクチャーズ）
- 『ONE PIECE 秋コレクション』（2000年、ハピネット・ピクチャーズ）
- 『超短編映画集 ONE PIECE 矢口史靖×鈴木卓爾監督作品 水玉 COLLECTION』（2017年、ポニーキャニオン）
- 『超短編映画集 ONE PIECE 矢口史靖×鈴木卓爾監督作品 花柄 COLLECTION』（2017年、ポニーキャニオン）
- 『超短編映画集 ONE PIECE 矢口史靖×鈴木卓爾監督作品 チェック COLLECTION』（2017年、ポニーキャニオン）
- 『超短編映画集 ONE PIECE 矢口史靖×鈴木卓爾監督作品 縞々 COLLECTION』（2017年、ポニーキャニオン）
- 『超短編映画集 ONE PIECE 矢口史靖×鈴木卓爾監督作品 テトラパック』（2017年、ポニーキャニオン）

## その他
ワンピースの複数の作品を上映するときは『夜9時20分のワンピース』（1998年）や『ワンピース・グレカニコフ』（2002年）などのタイトルが付けられることがある。